# Anthomyia silvestris
Anthomyia silvestris är en tvåvingeart som beskrevs av Donald Henry Colless 1982. Anthomyia silvestris ingår i släktet Anthomyia och familjen blomsterflugor. Inga underarter finns listade i Catalogue of Life.